# Dorothy Provine

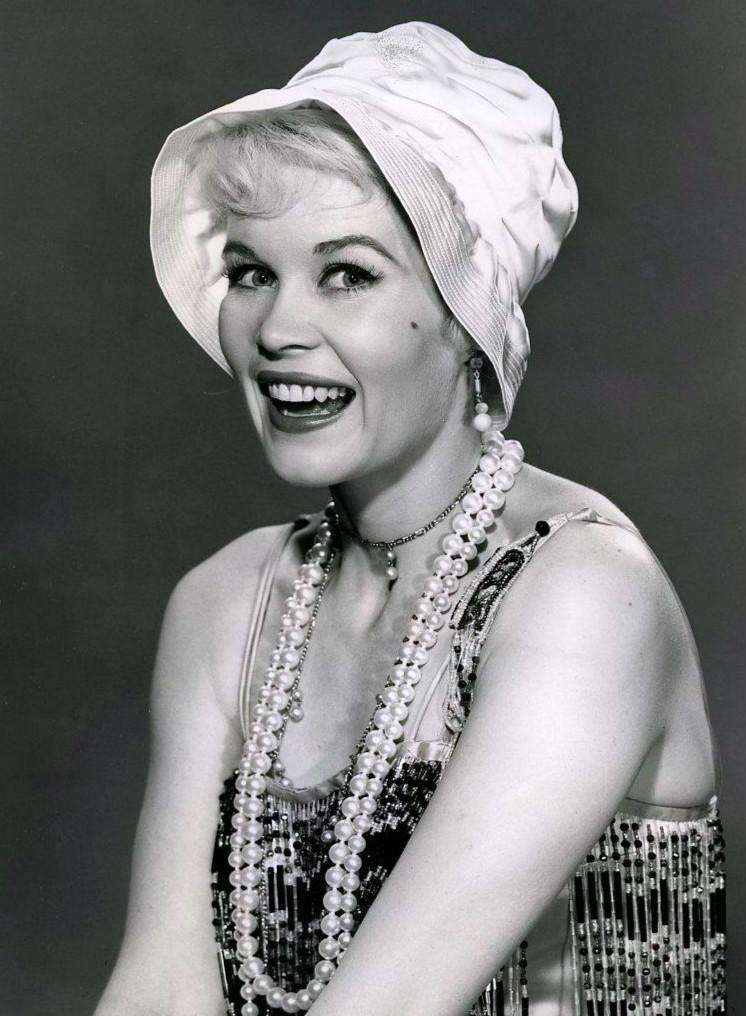
Dorothy Provine în 1962

Dorothy Provine (n. 20 ianuarie 1935, Deadwood, Dakota de Sud, SUA – d. 25 aprilie 2010, Bremerton⁠(d), Washington, SUA) a fost o actriță americană de film.

## Filmografie
- 1958 The Bonnie Parker Story
- 1958 Live Fast, Die Young
- 1959 Riot in Juvenile Prison
- 1959 The 30 Foot Bride of Candy Rock
- 1963 Wall of Noise
- 1963 O lume nebună, nebună, nebună (It's a Mad, Mad, Mad, Mad World), regia David Swift
- 1964 Bunul meu vecin Sam (Good Neighbor Sam), regia David Swift
- 1965 Marea cursă (The Great Race)
- 1965 Acea pisică blestemată (That Darn Cat!), regia Robert Stevenson
- 1966 Se Tutte le Donne del Mondo
- 1967 Who's Minding the Mint?
- 1968 Never a Dull Moment